# Georg Raphael Donner
Georg Raphael Donner (24. května 1693 Essling (dnešní okrajová část Vídně) – 15. února 1741) byl rakouský sochař, kovolitec, kovorytec a medailér. Pocházel ze sedmi dětí, z prvního manželství tesaře Petra Donnera. Měl dva bratry, medailéra Sebastiana (1707–1763) a vídeňského sochaře a medailéra Mattäuse (1704–1756).

## Studium a počátky tvorby
Poprvé se Donner seznámil s uměleckým prostředím a sbírkami v klášteře v Heiligenkreuzu.. V jedenácti letech nastoupil do učení k dvornímu zlatníkovi Johanna B. Prennera (Brennera), kde se naučil zlatnickým technikám, jako je odlévání do vosku, medailérství a kovorytectví. V letech 1706/1707–1710 byl jeho učitelem sochařského řemesla ve Vídni činný Ital Giovanni Giuliani, Donner se vyučil jemné práci v mramoru, ale nepřijal jeho benátský styl, větší vliv na něho měla antická díla z vídeňských sbírek Liechtensteinů. Ve Vídni poté nastoupil i se svým bratrem Matthiasem do dílny švédského medailéra Benedicta Richtera. Ten byl i asi posledním Donnerovým učitelem. Podle některých názorů studoval ještě do roku 1714 na vídeňské Akademii v ateliéru Petera Strudela.
Po vyučení pokračoval asi roku 1710 na studijní cestu do Itálie přes Mnichov, kde se u dvorního sochaře Guillielma de Grofa zdokonalil v kovolitectví, odlévání soch do olova ve francouzském stylu se tam připravovalo v Nymphenburgu). Pravděpodobně navštívil Florencii, Řím a Benátky, protože bez znalosti tamních sbírek lze Donnerovu tvorbu těžko vyložit. Vliv francouzského umění bývá někdy vysvětlován také cestou do Paříže, kde bylo olovo poprvé použito na plastiky v parku ve Versailles, jako levnější náhrada bronzu. Později se tato technika stala oblíbenou také ve Španělsku (například La Granja).

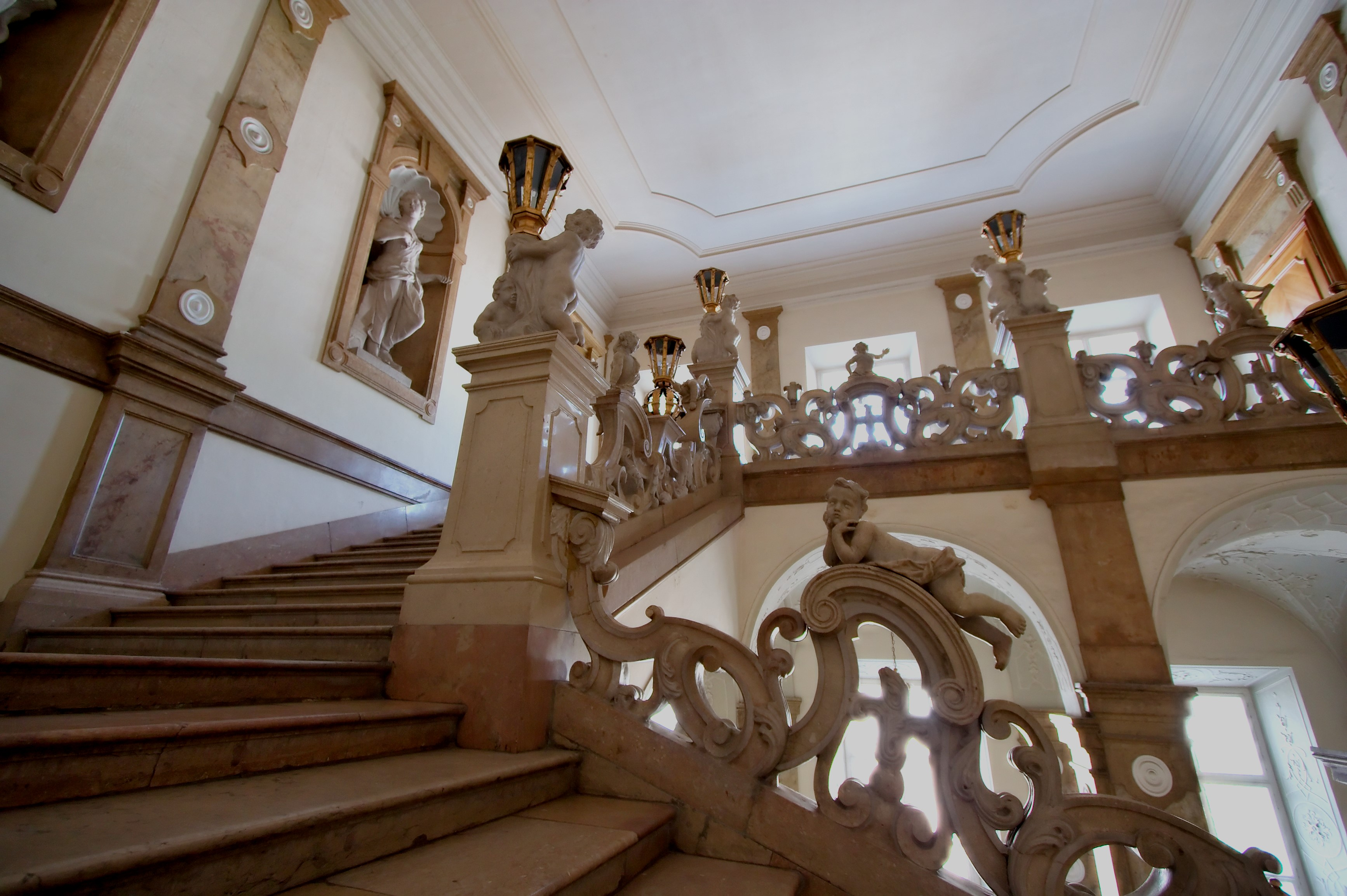
Schodiště zámku Mirabell

Roku 1715 se ve Vídni oženil s Evou Alžbětou Prechtlovou, výtvarně činnou v oboru galanterie. Po svatbě je známa jediná datovaná zakázka, terakotová Pieta z roku 1721, v Národní galerii v Praze a z roku 1725 pochází první plastika odlitá ze slitiny olova a cínu: Venuše s Amorem. Roku 1725 se Donner přestěhoval do Salcburku a podepsal smlouvu na svou první významnou zakázku: jedenáct nadživotních soch pro zámek Mirabell, letní sídlo arcibiskupa Františka Antonína Harracha. Sochy do výklenků nového reprezentačního sálu pomáhal tesat jeho spolupracovník, vídeňský sochař Jakub Schletterer. Roku 1726 uzavřel další smlouvu, na modely soch čtyř dětí (putti) k dekoraci zábradlí schodiště. Jediným signovaným dílem z celé zakázky je nadživotní socha Parida v nice na hlavním schodišti.
Téhož roku zahájil práci v Salcburské mincovně, ale pro neshody se spolupracovníky po roce 1728 skončil. Zachovalo se několik pamětních mincí a medailí s portréty salcburských arcibiskupů Františka Antonína Harracha a jeho nástupce arcibiskupa Leopolda Antona Firmiana. V roce 1727 vytvořil ještě pro Mnichov pamětní medaili kurfiřta Karla Albrechta a pracoval v Linci pro bratra salcburského arcibiskupa, Jana Josefa Harracha, jemuž vytvořil nadživotní sochu sv, Jana Nepomuckého pro rodovou kapli vedle kostela. Po návratu do Vídně ještě v letech 1728-1729 pracoval pro salcburskou mincovnu.

## Dílo v Bratislavě a ve Vídni

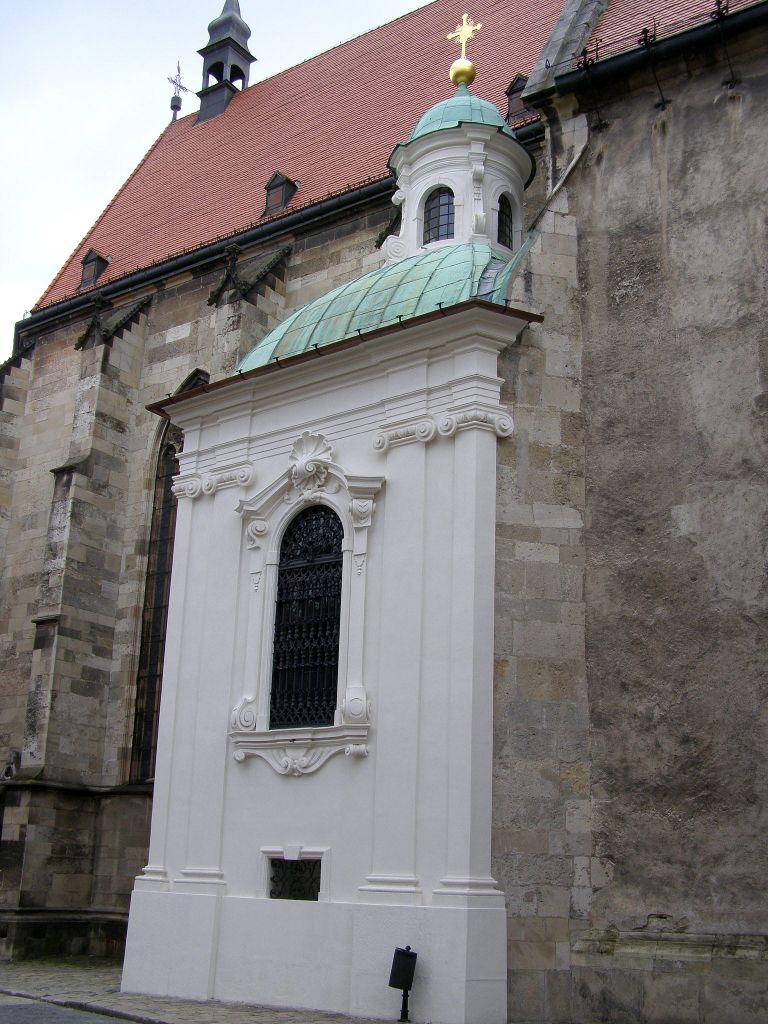
Kaple sv. Jana Almužníka

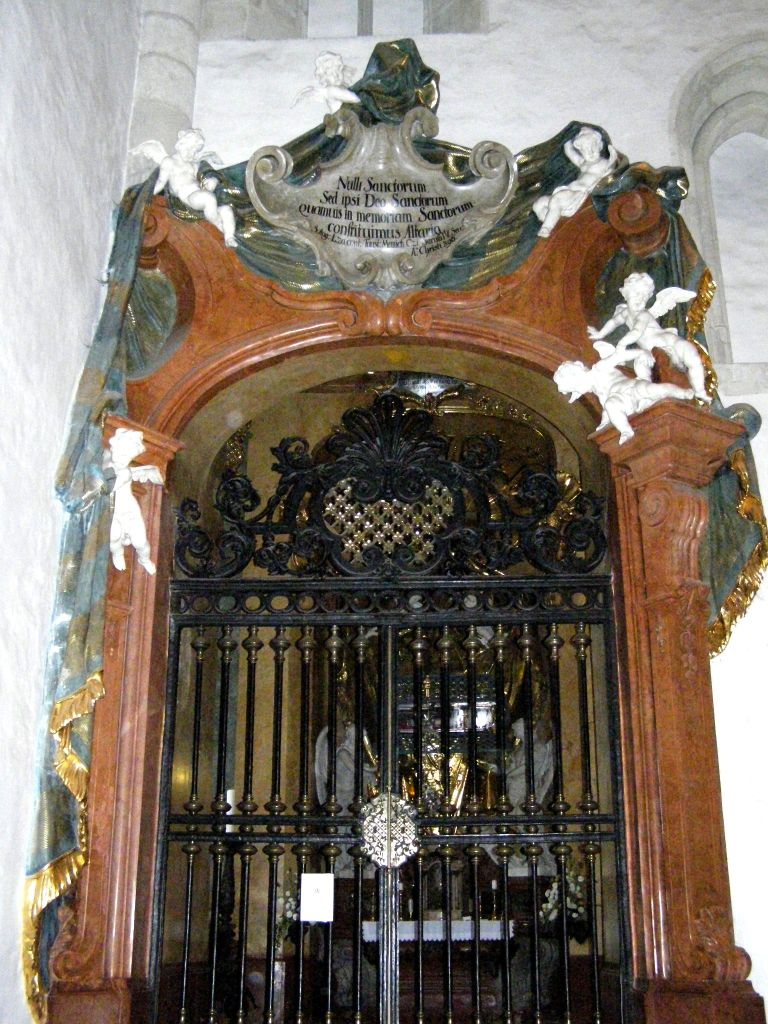
Portál kaple sv. Jana Almužníka

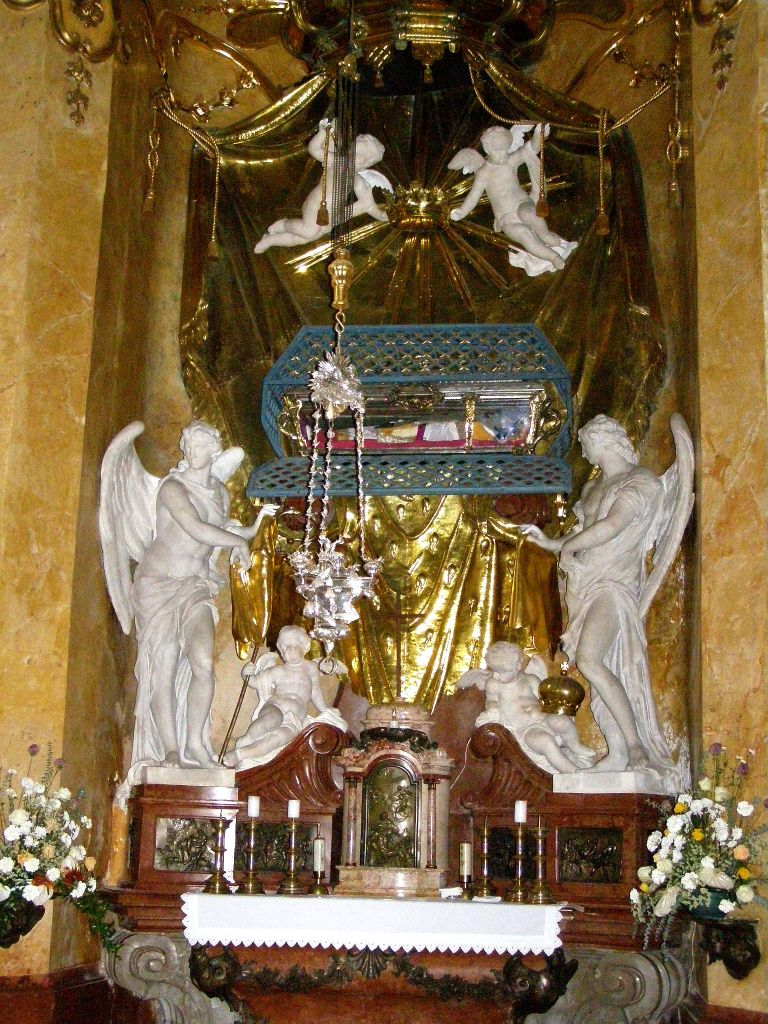
Oltář v kapli sv. Jana Almužníka

Není přesně doloženo, na jaké doporučení jej pozval záhřebský a ostřihomský arcibiskup a uherský primas Imrich Esterházy (1663-1745) do Bratislavy. Na Slovensko přišel okolo roku 1729 ze Salcburku. Archivní záznam z roku 1731 svědčí, že už provozoval prosperující dílnu, kterou musel zavést dříve.
První velkou prací byla výzdoba Esterházyho pohřební kaple sv. Jana Almužníka při dómu sv. Martina. Arcibiskupa při stavbě kaple inspirovaly vzory římských pohřebních kaplí. Donner pro výzdobu kaple použil mramor tří barev, z Innsbrucku, z Benátek a na sochu arcibiskupa bílý mramor kararský. Předtím Donner ještě pracoval ve Vídni na různých modelech.
Kaple sv. Jana Almužníka má reprezentační portál, lemovaný závěsem s andílky a nahoře volutu s nápisovou kartuší. Oltář je vložen do niky ve východní stěně kaple proti vchodu. Stříbrnou relikviářovou skříň sv. Jana umístil na sokl nad tabernáklem s arcibiskupskými insigniemi (berlou a mitrou) a dvěma anděly v nadživotní velikosti, pod baldachýnem završeným korunou. Bronzové, původně zlacené reliéfy na predelle oltáře zobrazují pašijové výjevy, zleva doprava: Bičování, Kristus na hoře Olivetské, Nesení kříže, Pieta (ústřední motiv), Vztyčení kříže, Kladení do hrobu a Korunování trním. Votivní socha klečícího Imricha Esterházyho je umístěna v nice po pravé straně oltáře, s knížecí korunou u nohou, je reálným portrétem. Do kaple byly slavnostně přeneseny ostatky sv. Jana Almužníka 28. října 1732.
Roku 1734 Donner vytesal z kararského mramoru nadživotní sousoší Apoteózy Karla VI. pro zámek objednavatele G. W. Kirchnera z Breitenfurtu u Vídně. Karla VI. vystihl jako římského vojevůdce s trofejemi (Turků a Francouzů) a postavou okřídlené Fámy. Dochoval se také reliéfní medailon císaře.

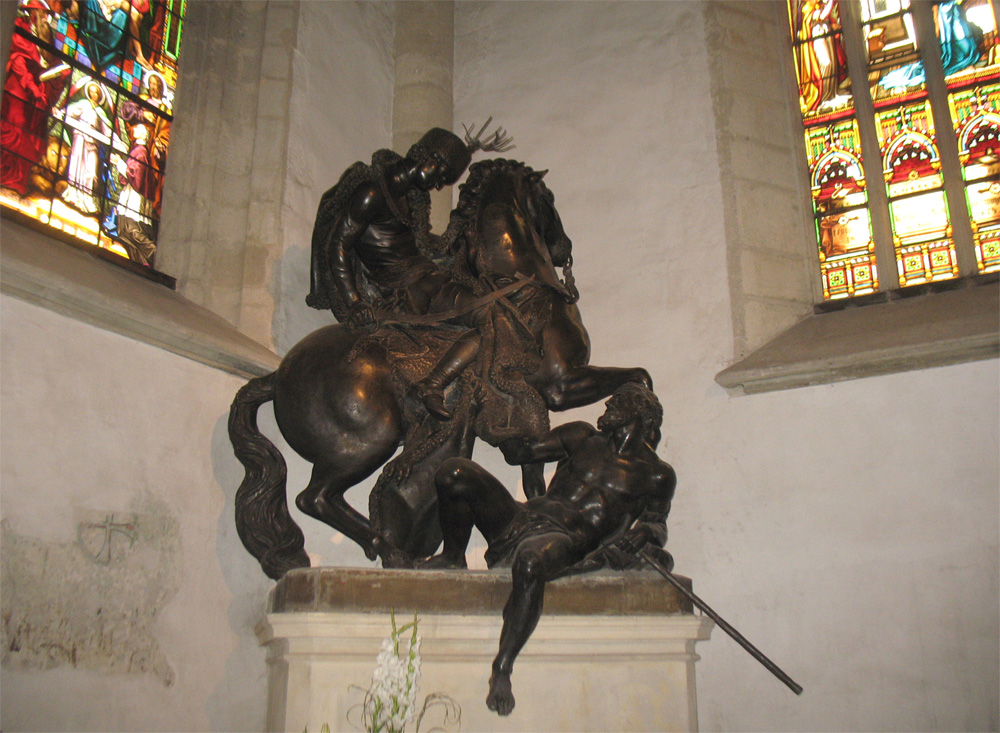
Sousoší sv. Martina

Druhou objednávkou Imricha Esterházyho byl hlavní oltář pro dóm sv. Martina, který nahradil menší oltář gotický. Jezdecké sousoší patrona dómu a zároveň vojáka, mělo politický náboj v období neúspěšného boje s Turky. Ostatní výzdoba v roce 1867 padla za oběť puristickému projektu nevýznamného novogotického oltáře. Sousoší bylo přesunuto na prostranství před dómem a teprve ve 20. století bylo vráceno do dómu. Mezitím Národní muzeum v Budapešti zakoupilo sochy andělů, roku 1984 převedené do Maďarské národní galerie. Podobu oltáře před rokem 1867 známe jen z grafických vyobrazení a z jedné fotografie.
Sochy byly vytesány v letech 1734–1735, hotový oltář 5. listopadu 1735 vysvětil biskup Zigmund Berényi. Oltářní kompozice se rozvíjí do tří plánů, v prvním jsou adorující klečící andělé na soklech při stěnách presbyteria, v druhém plánu oltářní architektura se čtyřmi sloupy a královskou korunou na volutách. Uprostřed stálo jezdecké sousoší sv. Martina, který se dělí se žebrákem o plášť, kompozičně analogické sv. Jiří nebo sochám panovníků. Světec s portrétními rysy Esterházyho se naklání a podává plášť žebrákovi atletické postavy, pojatému jako rovnocenná osobnost, jen pravou rukou se natahuje k plášti. Uprostřed oltáře byla oblaka s postavou Boha Otce mezi anděly. Materiálem tohoto a dalších pozdních děl byla slitina olova a cínu, s níž měl Donner zkušenosti a pro niž si zařídil laboratoř s pomocníky. Jeho zásluhou se pak ve Vídni stal tento materiál velice oblíbený i ve druhé polovině 18. století.
Mimo bratislavský dóm odlil Donner ještě čtyři plastiky z olova – Žena s hadem, Pan a Syrinx, Venuše Kallypigos a Bacchantka, nyní všechny v bratislavském Městském muzeu, podle mytologických témat se předpokládá, že plastiky je objednal některý šlechtic z Bratislavy.
Roku 1736 Donner uzavřel práci pro bratislavský dóm dřevořezbami 28 bust světců - poustevníků, spjatých s řádem paulánů, jež tvořily nástavce chórových lavic. 24 z nich se dochovalo ve sbírce Maďarské národní galerie v Budapešti, 4 byly prodány do soukromého majetku. Poslední bratislavské dílo Donnerovy dílny, oltář v kostele paulánů v Mariance u Bratislavy, opět objednal Imrich Esterházy, který byl původně tamějším paulánským mnichem. V té době v Donnerově dílně pracoval Gottfried Fritsch, dalším členem dílny a nejnadanějším žákem byl Jan Mikuláš Moll. Donnerovými žáky byli také Ignác Wurschbauer, vlastní bratři Matthias a Sebastian Donnerovi, Ľudovít Gode, František Kohl, F. Anton Sambách a Andrej Berckart. Oltář tvořil tabernákl s palmou a havranem, středověká soška Panny Marie se sedmicípou hvězdou, mezi anděly hvězdou, obklopená dvěma anděly a na vrcholu ve štukových oblacích Nejsvětější Trojice mezi anděly, po stranách na volutách sochy klečícího sv. Antonína Velikého a sv. Pavla Poustevníka, patronů řádu paulánů; scéna evokovala legendární setkání obou eremitů na poušti.
Podle kronikářů měla být dolní část oltáře z červeného mramoru, sochy andělů a světců z tvrdého bíle štafírovaného kamene, andělé, Nejsvětější Trojice a oblaka na železné kostře opět štukové. Oltář byl zrušen roku 1877, zůstala jen soška Madony. Sochy nejdříve přemístěny před vchod kaple Milosti, po restaurování z roku 1978 zařazeny do sbírky Slovenské národní galerie.

## Vídeň, Vranov, Kostelec nad Černými lesy a Gurk

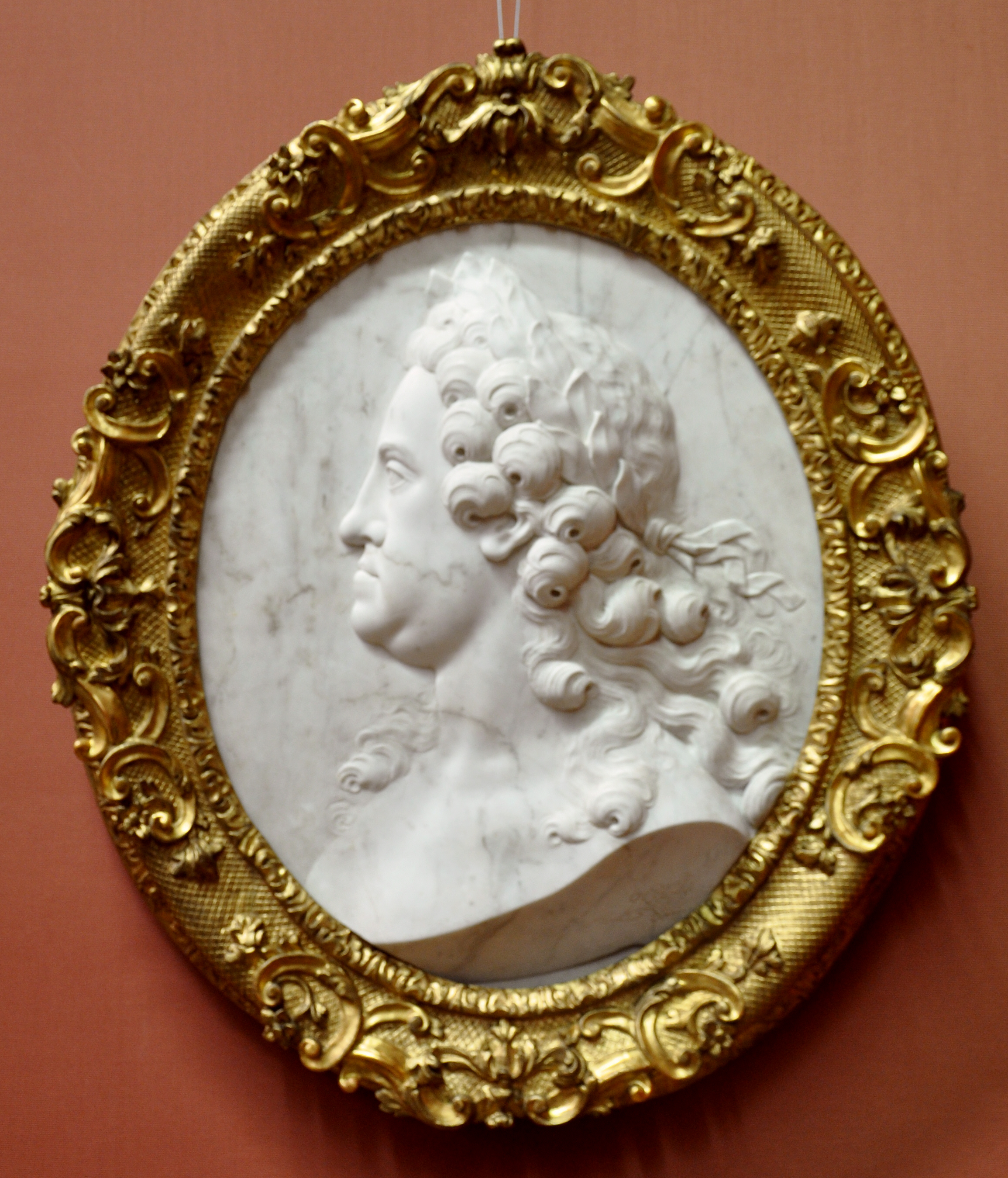
Portrét císaře Karla VI.

Podle modelů z Bratislavy Donner vytvořil ze slitiny olova a cínu kašnu s alegorickou sochou Prozřetelnosti (Providentia) mezi čtyřmi putty a čtyřmi alegoriemi rakouských řek, umístěnou na náměstí Neumarkt (původně nazývaném Mehlmarkt - Moučný trh) ve Vídni. Zvítězil v roce 1737 v soutěži vídeňského magistrátu, když porazil italského sochaře Lorenza Mattielliho, který navrhl kamenné sousoší.
Kašna měla mít oválný bazén a jedinou sochu Prozřetelnosti se čtyřmi rybami - vodotrysky v rukou puttů, symbolizujícími přítoky řeky Dunaje. Začátkem roku 1739 Donner přesvědčil radní, aby kašna byla doplněna dalšími čtyřmi nadživotními sochami alegorií přítoků Dunaje: Traun, Enns, Ybbs a Morava. Providencie je znázorněna jako antikizující žena, která drží v jedné ruce štít s dvěma tvářemi boha Januse a v druhé hada. Řeku Ybbs a Moravu ztvárnil jako nymfy polehávající na obrubníku kašny. Řeku Traun reprezentuje mladík, který přelézá obrubník kašny a řeku Enns představuje sedící stařec, opírající se o pádlo a o skálu. Fontána byla slavnostně odhalena 4. prosince 1739 jako první barokní statue světského námětu uprostřed náměstí. Originál je nyní ve sbírkách Rakouské galerie, na místě jej nahradily bronzové kopie.
V letech 1736-1739 Donner vytvořil v českém prostředí dvě zakázky pro vévodkyni Marii Terezii Savojskou: společně s G. Fritschem hlavní oltář v paulánském kostele ve Vranově u Brna a sousoší archanděla Rafaela s poutníkem měl vytvořit roku 1739 do kostela Sv. Anděla Strážce v Kostelci nad Černými lesy, zakázku ale nakonec realizoval samotný Fritsch.
Pro vídeňskou radnici opět pracoval v letech 1740–1741. Vytvořil zde reliéf Osvobození Andromedy pro niku nad kašnou ve dvoře Staré vídeňské radnice.
S titulem „královský komorní sochař“ získával větší množství zakázek. Poslední dílo vytvořil roku 1740 pro dóm v Gurku na objednávku probošta Kochlera; je to oltář sv. Kříže uprostřed lodi dómu. Sousoší Piety doplňuje asistující anděl, který podepírá Pannu Marii a okolo nich na volutách leží malí andílci. Kompozice je ve tvaru pyramidy a hlavní diagonálou díla je Kristovo tělo. Donner pracoval s pomocníky, kteří dodělali podle jeho návrhů také reliéfy pro kazatelnu. Gurská Pieta byla poslední prací Georga Raphaela Donnera, který zemřel 15. února 1741 vr Vídni a byl pohřben na hřbitově u kostela sv. Mikuláše na Landstrasse. Po jeho zrušení byl náhrobek přenesen na hřbitov Sv. Marxe, ale nedochoval se.

## Galerie

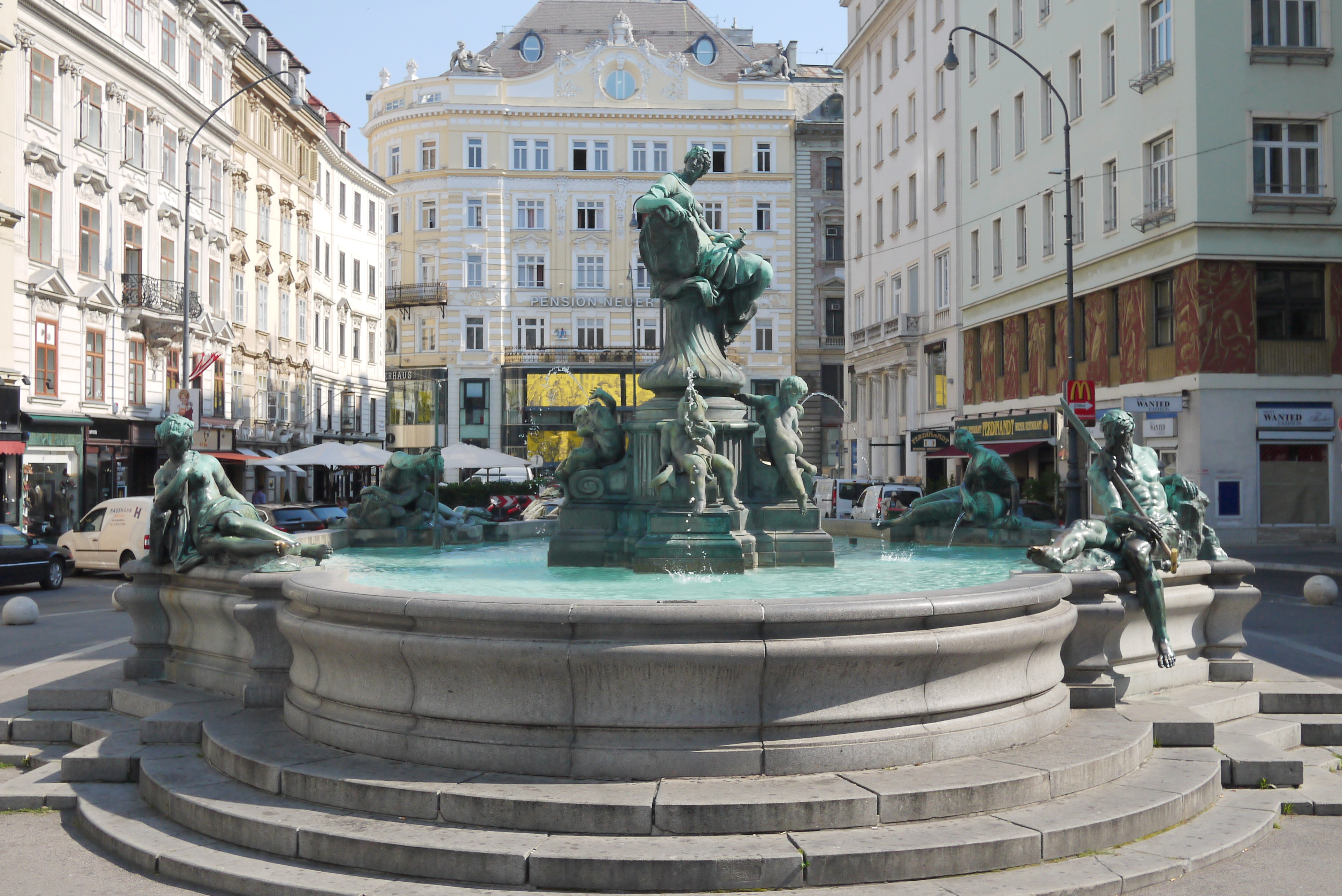
Situace kašny Providencie na Neumarktu
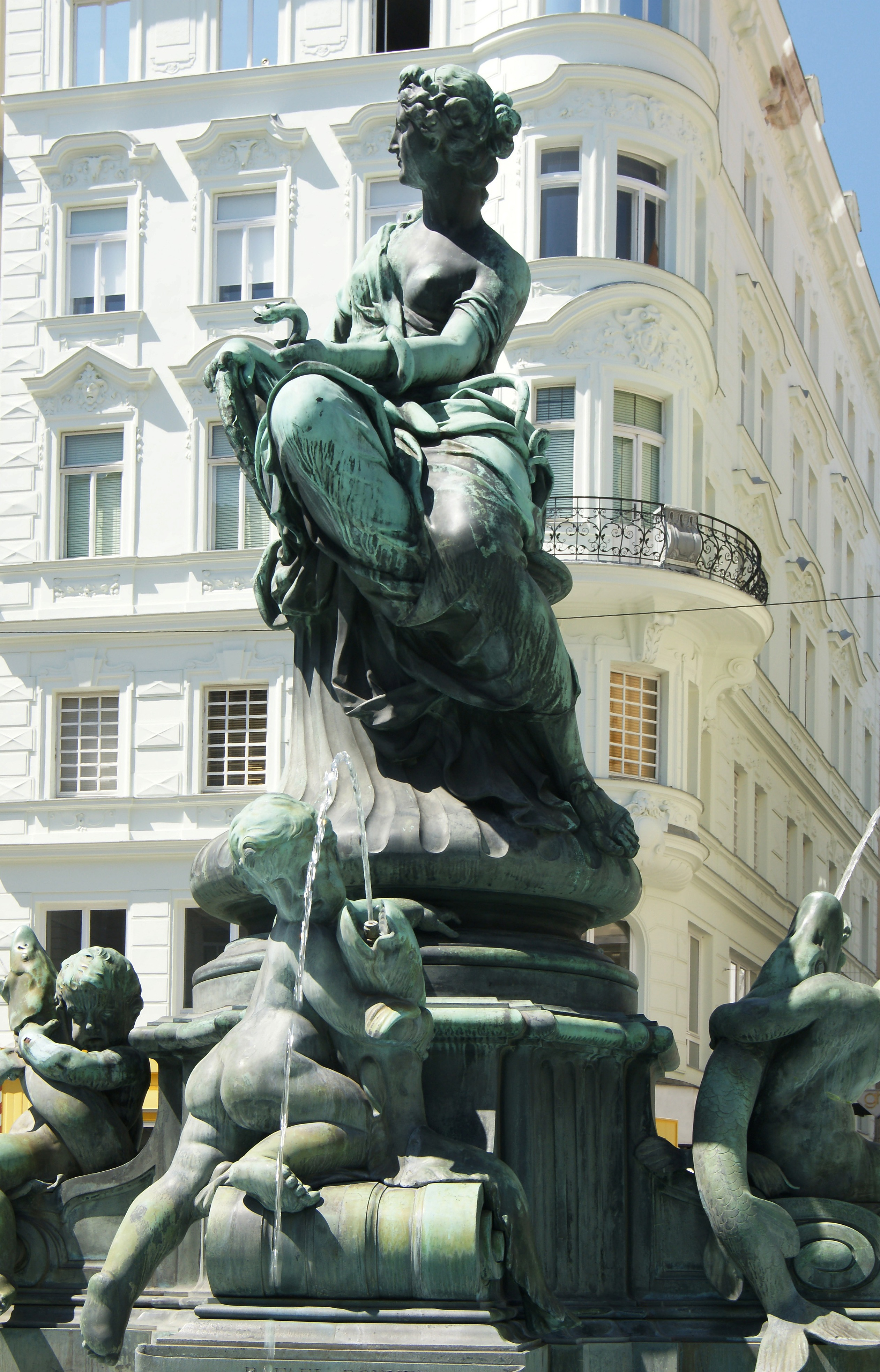
Socha Providencie
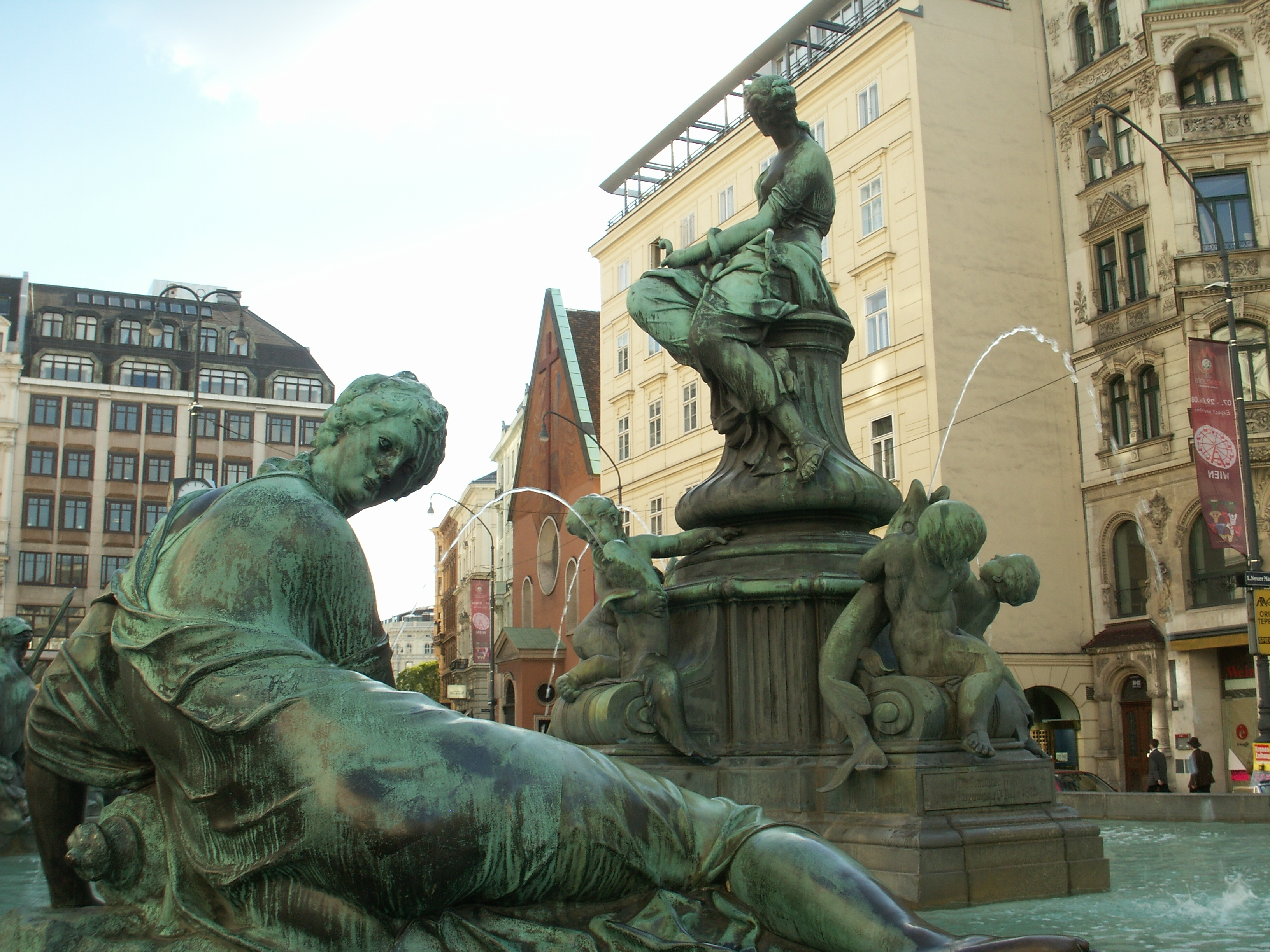
řeka Ybbs
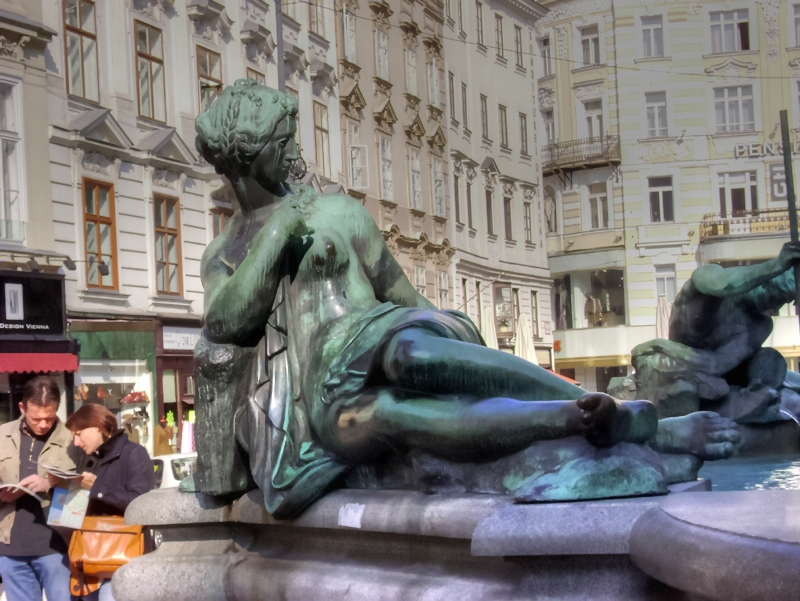
řeka Morava
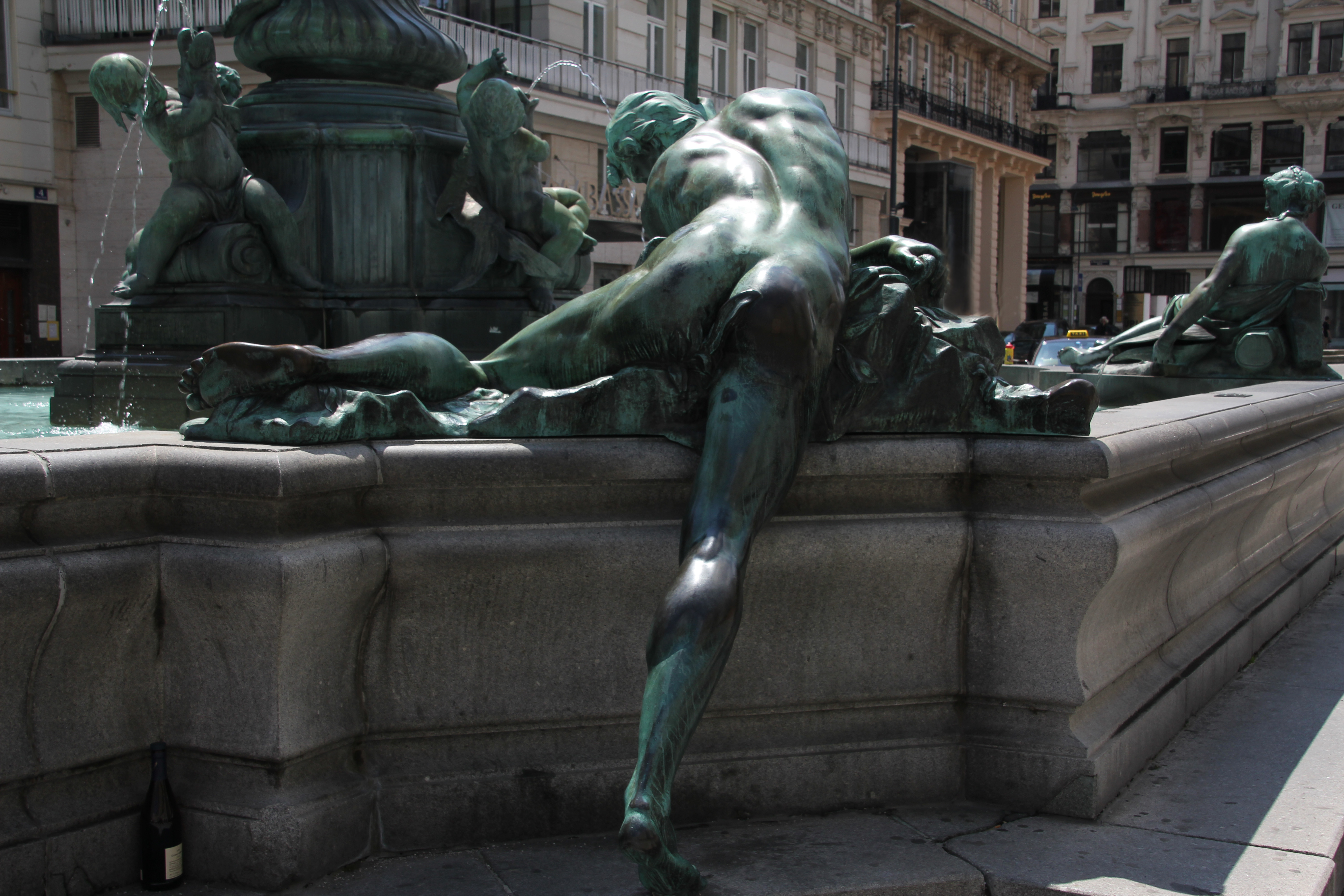
řeka Traun
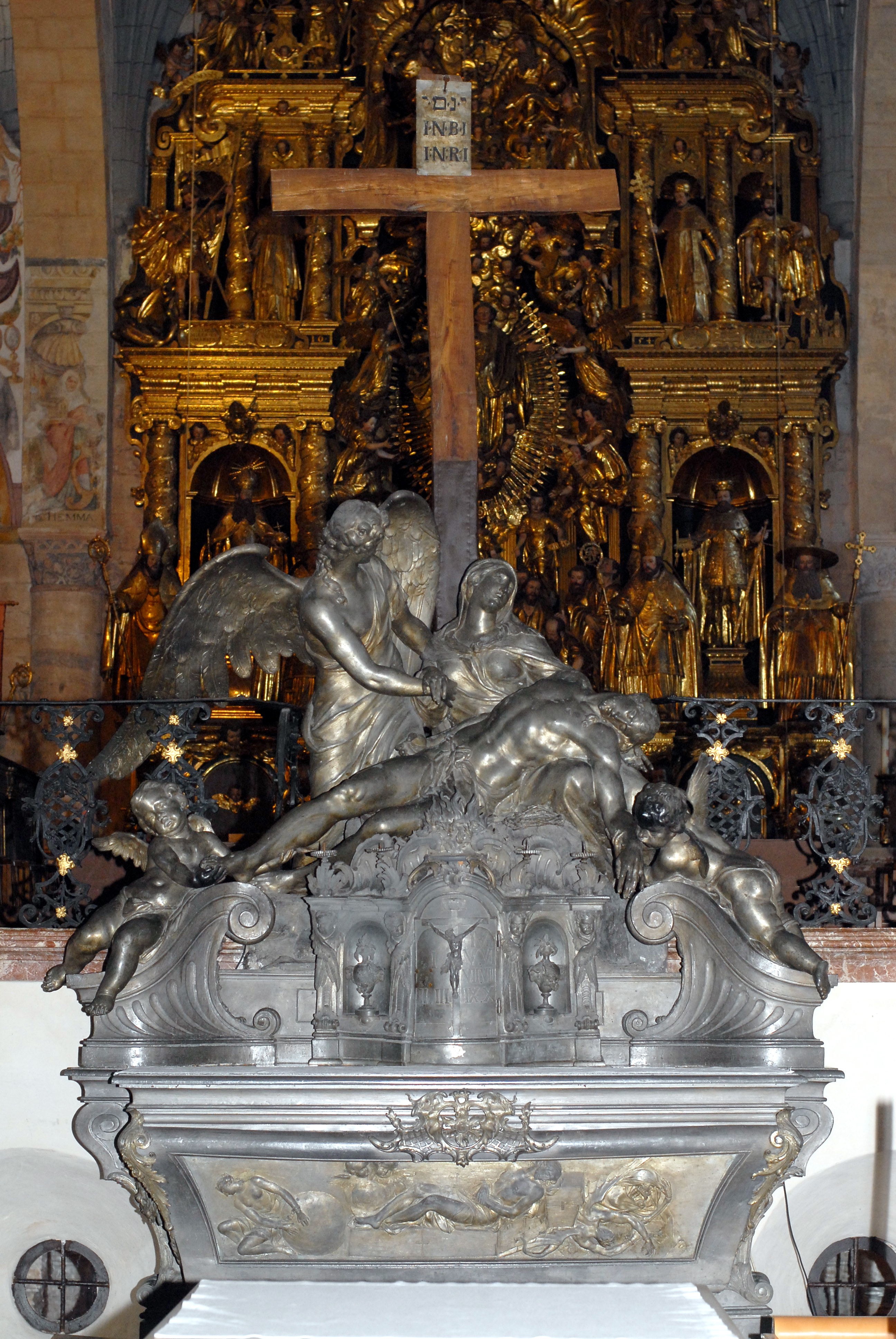
Oltář sv. Kříže v Gurku